# Stanisław Sobiesiak
Stanisław Sobiesiak ps. „Żelbet” (ur. 14 lipca 1911 w Nowym Dworze Mazowieckim, zm. 5 sierpnia 2001 w Pomiechówku) – inżynier budownictwa, ogniomistrz podchorąży oraz podporucznik, żołnierz Związku Walki Zbrojnej i Armii Krajowej, dowódca plutonu, szef 3 kompanii V Zgrupowania Okręgu Warszawskiego, którą sam zorganizował, dowódca wydzielonej grupy do współdziałania z „KEDYW” Komendy Głównej AK, uczestnik powstania warszawskiego – zgrupowania Siekiera i Kryska, więzień polityczny Pałacu Mostowskich i Centralnego Więzienia Warszawa II "Gęsiówka".

## Życiorys
W maju 1941 roku wstąpił do Związku Walki Zbrojnej. W krótkim czasie zwerbował 22 żołnierzy, dostając przy tym nominację na Dowódcę Plutonu. W 1942 roku stan plutonu wynosił już 105 żołnierzy.
W związku z reorganizacją, pluton już jako III Kompania Szturmowa, została przydzielona do V Zgrupowania AK, której został Szefem.
W 1940 roku, dzięki znajomości z profesorem Politechniki Warszawskiej z dr inż. Zbigniewem Wasiutyńskim, został poproszony o administrowanie kamienicą przy ul. Marszałkowskiej 47 przy Placu Zbawiciela w Warszawie należącej do ojca inżyniera – światowej sławy prof. Aleksandra Wasiutyńskiego.
W kamienicy tej, zorganizował główny punkt konspiracyjny 3 kompanii V Zgrupowania „Siekiera” Okręgu Warszawskiego. Marszałkowska 47 stała się też ważnym punktem dla „Kedywu” Komendy Głównej AK.

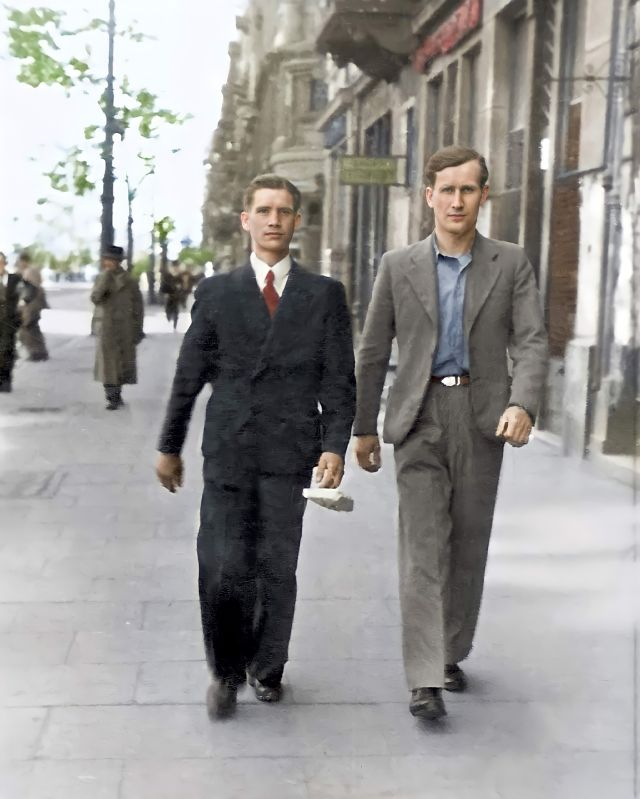
Okupacja ul. Marszałkowska. Zygmunt Sobiesiak ps."Delfin" i Stanisław Sobiesiak ps. "Żelbet"

W mieszkaniu Państwa Sobiesiaków został zorganizowany skład broni i materiałów wybuchowych, skrzynka kontaktowa, prasa konspiracyjna, szkolenie podchorążych. W ramach współdziałania z „Kedyw” mieszkanie było również punktem noclegowym i przerzutowym do partyzantki żołnierzy z innych oddziałów i kompanii, „spalonych” w akcjach dywersyjnych. U Stanisława i jego żony Wandy, mieszkali również ranni partyzanci, którzy mieli zapewnioną opiekę do momentu ich wyzdrowienia jak np. dwaj Francuzi i Belg (Francuzi zostali włączeni do kompanii i brali udział w powstaniu warszawskim).

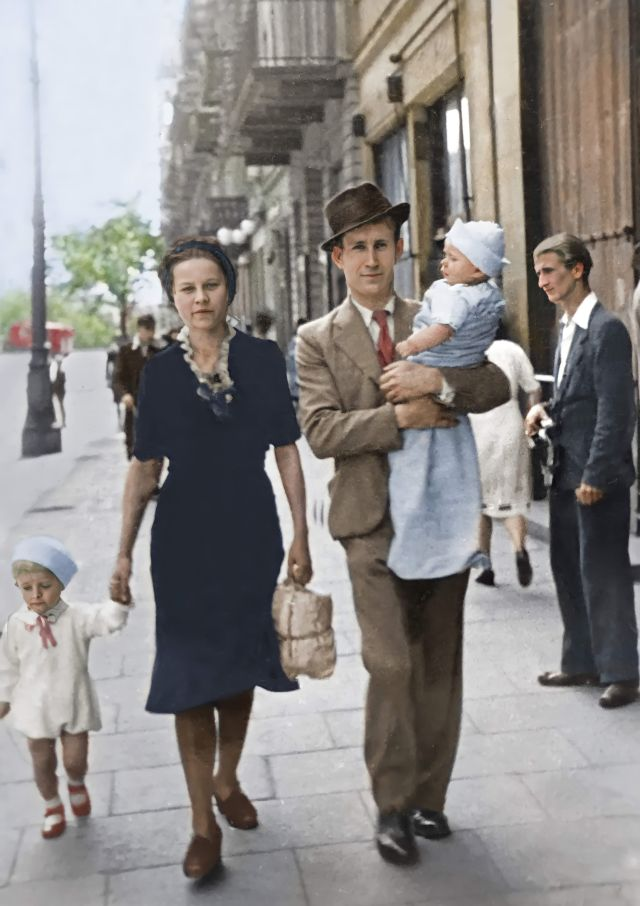
Okupacja ul. Marszałkowska 1942, Stanisław Sobiesiak ps. "Żelbet" z Żoną Wandą i synami

Oprócz sprawowania stanowiska Szefa Kompanii, był również dowódcą 8 osobowej wydzielonej grupy dywersyjnej podlegającej „Kedywowi”. Zadaniem tej grupy było zdobywanie broni, oraz obserwacja i doręczanie raportów do Komendy Głównej AK, na temat działania konfidentów, którzy kontaktowali się z funkcjonariuszami niemieckimi. Przykładem jest granatowy policjant, u którego znaleziono donos na żołnierzy ruchu oporu do Gestapo. Wyrok na policjancie wykonano w jego mieszkaniu w Pruszkowie.
31 lipca 1944 brał udział w akcji przetransportowania całego magazynu broni dla 3 kompanii V zgrupowania z ulicy Marszałkowskiej 47 na ulicę Rozbrat. W czasie powstania warszawskiego walczył na Czerniakowie i w Śródmieściu Południowym, biorąc udział w walkach o Politechnikę. Na Czerniakowie zorganizował produkcję granatów z materiałów wybuchowych zgromadzonych w konspiracji. Był ranny w wyniku ostrzału artyleryjskiego budynku na ulicy Solec 2, w którym odbywała się produkcja.
W czerwcu 1945 roku, po powrocie z obozów jenieckich wrócił do Warszawy i zaangażował się w odbudowę miasta. Pracował między innymi w „SPB” – Społeczne Przedsiębiorstwo Budowlane i w „BOR” – Budowa Osiedli Robotniczych, gdzie kierował budową Osiedla Mirów zarządzając grupą około 1500 osób. W 1949 roku wygrał konkurs organizowany przez „Życie Warszawy” na najszybszą budowę bloku mieszkalnego w stanie surowym, o określonej kubaturze. Stanisław Sobiesiak zgłosił budowę budynku przy ulicy Elektoralnej, róg Marchlewskiego. Kierowana przez niego budowa ukończyła prace po 17 dniach, co werdyktem komisji po sprawdzeniu jakości wykonania robót, dało zwycięstwo w konkursie.
W międzyczasie wezwany został na przesłuchanie do Informacji Wojskowej, gdzie odmówił współpracy i przyjęcia stopnia oficerskiego. Ze względu na szykanowania i prowokacje na budowie ze strony UB i informacji Wojskowej, zrezygnował z pracy w „BOR” i w 1952 roku podjął pracę na stanowisku Dyrektora Zarządu Budowlanego Odbudowy Starego i Nowego Miasta, gdzie zarządzał grupą około 1000 osób. W tym samym roku został aresztowany i przez 10 miesięcy był więziony w nieludzkich warunkach w podziemiach Pałacu Mostowskich w Warszawie. Następnie ciężko chory trafił do więzienia na ulicy Gęsiej. W procesie pokazowym, na skutek fałszywych oskarżeń został skazany na karę 2 lat więzienia. Następnie trafił do Obozu Pracy w „Gęsiówce”, gdzie dostał stanowisko Głównego Inspektora Nadzoru przy produkcji żelbetowych elementów do budowy Pałacu Kultury.
Po odzyskaniu wolności w 1953 r. był jeszcze przez wiele lat dyskryminowany i pozbawiony praw obywatelskich za przynależność do ZWZ i AK, przez co nie mógł znaleźć nigdzie na dłużej pracy. Dopiero pod koniec lat 60. „Władza Ludowa” zapomniała o nim i stał się prawnym obywatelem Polski Rzeczypospolitej Ludowej.

## Rodzina
Matka – Stefania Sobiesiak,
Ojciec – Bronisław Sobiesiak,
Ścigany przez Carską Żandarmerię za działalność niepodległościową Polski. W roku 1912 wyemigrował do Stanów Zjednoczonych Ameryki. Żołnierz tworzącej się Armii Polskiej w Kanadzie i we Francji. Wcielony do Armii Polskiej Gen. Józefa Hallera. W latach 1918 – 1920 uczestnik walk o Niepodległość Polski.  Odznaczony „Krzyżem Żołnierzy Ameryki”.
Bracia:
1. Mieczysław Sobiesiak – Żołnierz Wojny Obronnej w 1939 r. Odznaczony „Medalem Za Wojnę Obronną”,
2. Zygmunt Sobiesiak – Żołnierz Wojny Obronnej w 1939 r. Obrona Wybrzeża, Żołnierz Armii Krajowej ps.”Delfin”, uczestnik powstania warszawskiego – zgrupowania Siekiera i Kryska. Ostatni raz widziany w nocy z 21 na 22 września 1944, w piwnicy na ulicy Solec 51/53 kiedy poinformował kolegów, że spróbuje się ratować przepływając przez Wisłę. Jego ciała nigdy nie odnaleziono,
3. Jan Sobiesiak – żołnierz Armii Krajowej,
4. Leszek Sobiesiak – Żołnierz Ludowego Wojska Polskiego.

## Życie prywatne
Wraz z żoną Wandą Sobiesiak miał trzech synów.

## Odznaczenia
- Krzyż Armii Krajowej,
- Medal Wojska (trzykrotnie),
- Krzyż Partyzancki,
- Warszawski Krzyż Powstańczy[4][5].